# Personalismo comunitario
El personalismo comunitario es una corriente filosófica fundada por Emmanuel Mounier, inspirado entre otros en el pensamiento de Charles Péguy, valorando a la persona como un fin en sí mismo y por lo tanto buscando promoción de la persona.
Se busca, por tanto, la liberación del ser humano a la deriva, desarraigado por el materialismo en cualquiera de sus formas. Hay que rescatar a ese individuo despersonalizado, perdido en el anonimato, sin vocación, sin sentido, y para ello recomponer las comunidades vitales: la familia, la asociación profesional, la nación.

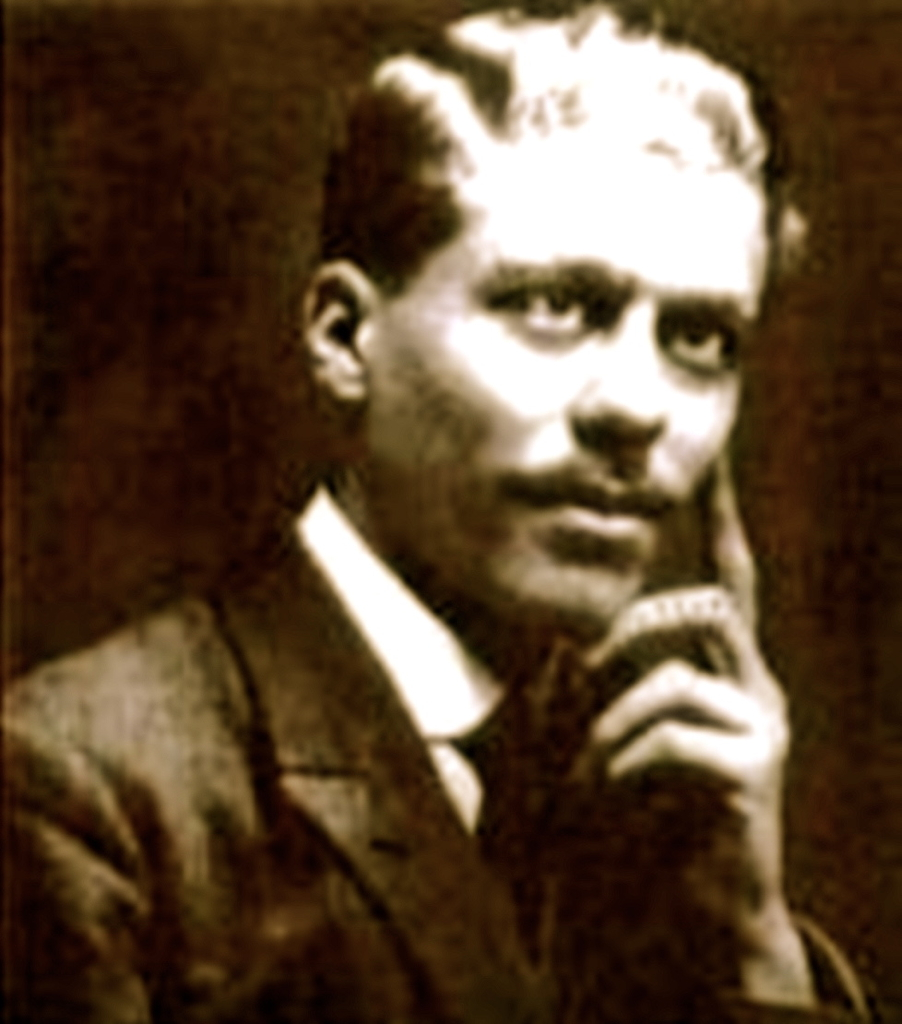
Emmanuel Mounier, filósofo católico francés fundador del movimiento personalismo comunitario. Esa filosofía de la vida pone a la persona en comunidad como centro de todo.

## Características
Las principales características son:
- La preocupación por el problema de Dios en relación con el problema del hombre. Sin excluir a los no creyentes, convoca a todos a evitar todo neutralismo acerca del valor incondicional de la persona humana como realidad central y la urgencia del compromiso para liberarla de condicionamientos alienantes.
- La defensa de la persona humana, individual y colectivamente, como parte de una búsqueda para liberar a la persona de ataduras y llegar al sustrato último en el que todos los seres humanos son iguales.
- El interés por las relaciones interpersonales y comunitarias, desde la praxis. La acción personalista debe modificar la realidad, formar y acercar a las personas, enriquecer su universo, favorecer la libertad. En el ámbito institucional lucha para que nadie sea víctima o instrumento, sino que disponga de los medios adecuados para realizarse plenamente como persona.

A partir de estos tres principios, el personalismo comunitario rechaza los enfoques o propuestas filosóficas que ven la relación entre personas e instituciones como una de oposición. De igual modo, rechaza el catastrofismo y el purismo, en la medida que esterilizan la vida al llevar a las personas a callejones sin salida pues presentan el cambio social como imposible o irrealizable. De igual modo, el personalismo comunitario rechaza la idea conservadora que hace de la seguridad el valor supremo de la interacción social, así como las distintas variedades del aventurerismo en la medida que no reconocen límites o metas de la acción humana. Esta crítica le hace rechazar, de igual modo las distintas variedades del relativismo.
El personalismo comunitario incorpora además una crítica sistemática del desempeño de distintas élites en la medida que buscan controlar mercados, instituciones o redes de interacción social para satisfacer sus propósitos egoístas.
Distingue entre individuo y persona. La persona representa la dimensión espiritual del ser humano y por lo tanto es el "ser espiritual constituido como tal por una forma de subsistencia y de independencia en su ser; mantiene esta subsistencia mediante su adhesión a una jerarquía de valores libremente adoptados, asimilados y vividos en un compromiso responsable y en una constante conversión; unifica así toda su actividad en la libertad y desarrolla, por añadidura, a impulsos de actos creadores, la singularidad de su vocación"[cita requerida].
Redescubre el valor de la comunidad y de enseñar a vivir comunitariamente. Los problemas humanos no se resuelven solo económica, social o moralmente; el mal es más profundo, pues el mundo moderno, en sus diversas expresiones (liberalismo, fascismo, comunismo), se ha construido contra la persona.
Mounier difundió en sus obras el personalismo comunitario. Esa filosofía de la vida pone a la persona en comunidad como centro de todo. Las siguientes afirmaciones dan una idea de su pensamiento:
- La vida personal comienza con la capacidad de romper el contacto con el medio, de recuperarse para unificarse.
- Actuaremos, por lo menos, por lo que somos más que por lo que haremos o diremos.
- Nuestra acción no está esencialmente orientada al éxito sino al testimonio.

## Orígenes
El personalismo comunitario es el resultado del desarrollo autónomo de distintas variedades del pensamiento cristiano que, ya desde mediados del siglo XIX, buscaban dar respuesta tanto a los problemas planteados por la revolución industrial y el desarrollo tanto del capitalismo como del moderno Estado nación. De igual modo, critica a las distintas variedades del positivismo, el socialismo y el comunismo en la medida que desconocen o minimizan el papel de la persona humana y su capacidad para convivir en comunidad.
La afirmación de la centralidad de la persona como sujeto social permite al personalismo comunitario crear un punto de anclaje y de referencia entre los extremos del individualismo liberal y de los colectivismos. Lo radicalmente importante para el personalismo comunitario no es ni la sociedad en cuanto tal ni el individuo egoísta, sino la persona en relación con los demás. La sociedad es fundamentalmente un entramado de relaciones comerciales, educativas, de bienestar y salud, etc., que debe estar al servicio de las personas concretas, no de fuerzas anónimas colectivas. De igual modo, la persona no debe ser un mero receptor egoísta de los beneficios que le reportan esas relaciones, sino debe poner su esfuerzo al servicio de los demás.

## Dimensiones de la persona: personalismo y transpersonalismo
Siempre distinguió Mounier entre filosofía y sistema: el personalismo es una filosofía, pero no es un sistema, porque siempre está abierto a la penetración en la intimidad y misterio de la persona humana. Su autodefinición es ésta: «su afirmación central es la existencia de personas libres y creadoras; introduce en el corazón de estas estructuras un principio de imprevisibilidad que disloca toda voluntad de sistematización definitiva» (El personalismo). En el personalismo de Mounier está implícita una metafísica de la persona, de los valores, de la historia, del conocimiento y del ser (Paul Ricoeur); es una postura eticometafísica: rehusar el modernismo y desprenderse del integrismo; superar el materialismo exteriorizante y el espiritualismo cerrado. Estudia a la persona en escorzo: 1) como vocación (dimensión espiritual hacia lo universal), 2) encarnación (dimensión espiritual hacia abajo), 3) comunión (dimensión espiritual hacia lo ancho). La persona trasciende mi individualidad, mi conciencia y mi personalidad: persona y comunidad son complementarios dentro de la dialéctica del amor («existir es amar»).
El personalismo de Mounier, también llamado personalismo comunitario, no es un sistema ni una doctrina. Es una "matriz filosófica" sugiere Domenach, exdirector de  Esprit . Es, propone Guy Coq, "un lugar de encuentro en torno a algunos puntos de apoyo, donde cristianos, musulmanes, agnósticos, judíos e incrédulos se pueden encontrar en una reflexión sobre el mundo que tenemos que construir ". A pesar de que es su fe cristiana que lo inspira él no tiene intención de hacer un trabajo confesional.  Esprit  por lo tanto no será una revista Católica, pero sí una revista donde creyentes y no creyentes se frecuentan, discuten y se expresan. Quiere crear una fraternidad basada en un conjunto de valores comunes y en un método que favorezca la discusión y la pluralidad de puntos de vista.

## Principales representantes
- Emmanuel Mounier
- Jacques Maritain
- Carlos Díaz Hernández
- Max Scheler
- Paul Ricoeur
- Charles Péguy